# Villotte-sur-Aire
Villotte-sur-Aire är en kommun i departementet Meuse i regionen Grand Est (tidigare regionen Lorraine) i nordöstra Frankrike. Kommunen ligger i kantonen Pierrefitte-sur-Aire som tillhör arrondissementet Commercy. År 2022 hade Villotte-sur-Aire 212 invånare.

## Befolkningsutveckling
Antalet invånare i kommunen Villotte-sur-Aire
| Referens: INSEE |